# Pierre Plantard
Pierre Athanase Marie Plantard (* 18. März 1920 in Paris; † 3. Februar 2000 ebenda) war ein französischer Hochstapler. Auf ihn gehen die Legenden um die Prieuré de Sion zurück, eine Gruppierung mit vermeintlich weit zurückreichender Geschichte, die später viele Bücher wie Der Heilige Gral und seine Erben und den Roman Sakrileg inspirierten.
Ab 1975 verwendete er den Nachnamen Plantard de Saint-Clair, eine Zusammenstellung, die er sich nach einem veröffentlichten Interview mit Jean-Luc Chaumeil im Magazin L'Ère d'Aquarius ausdachte. Der Nachname Saint-Clair wurde an seinen eigenen Nachnamen angefügt – dies war der Name einer Adelsfamilie aus der Gegend von Gisors, das in Plantards Privatmythologie als angeblicher Aufbewahrungsort eines Templerschatzes eine gewisse Rolle spielte.
In den 1960er Jahren arbeitete Plantard mit Gérard de Sède (1921–2004) zusammen. De Sède machte die Legende um Rennes-le-Château populär, indem er ein Manuskript von Plantard umschrieb, das zuvor keinen Verleger fand. Das Buch L'Or de Rennes (1967) wurde später unter verschiedenen Titeln wie Le Trésor Maudit de Rennes-le-Château und Signe Rose+Croix neuveröffentlicht.

## Junge Jahre
Pierre Plantard wurde am 18. März 1920 geboren und war das Kind des Butlers Pierre Plantard und der Köchin Amélie Marie Raulo.
Nachdem er die Schule 1937 verlassen hatte, begann er Phantomgesellschaften zu gründen mit dem Ziel „Frankreich zu reinigen und zu erneuern“. Am 16. Dezember 1940 schrieb Plantard einen Brief an Henri Philippe Pétain, worin er vor einer „schrecklichen freimaurerischen und jüdischen Verschwörung“ gegen Frankreich warnte und behauptete, er habe dafür etwa „einhundert zuverlässige Männer“ unter seinem Kommando, „die unserer Sache verpflichtet und bereit sind, auf Ihre Befehle bis zum bitteren Ende zu kämpfen“.
Diese Truppe existierte nicht. Plantard behauptete immer wieder, Gruppen zu leiten, von denen mehrere offen antimasonisch oder antisemitisch waren. Beispiele für solche Phantomgesellschaften waren die Union Française (1937), die Renovation Nationale Française (1941 – Plantard behauptete, sie hätte 3245 Mitglieder; in Wahrheit waren es vier) und die Alpha Galates (1942 und 1946). Die deutschen Besatzungsbehörden verweigerten Plantard die Genehmigung, die Renovation Nationale Française zu gründen. Als er ein weiteres Verbot im Fall der Alpha Galates missachtete, handelte er sich einen viermonatigen Aufenthalt im Gefängnis von Fresnes ein.
Die Polizeiakten, die sich auf Plantards Vorkriegs- und Kriegsaktivitäten beziehen, finden sich in der Pariser Polizeistation. Über diese Zeit wurde über ihn folgendes festgehalten:

„Plantard, der damit prahlt, zahlreiche Verbindungen zu Politikern zu besitzen, scheint einer von diesen beschränkten, anmaßenden jungen Männern zu sein, die mehr oder weniger fiktive Gruppierungen betreiben, um damit wichtig zu erscheinen und die den gegenwärtigen Trend jungen Menschen mehr Interesse zu schenken ausnutzen, um die Aufmerksamkeit der Regierung auf sich zu ziehen.“

## Gründung der Prieuré de Sion (1956)
1951 zog Plantard von Paris nach Annemasse in Hochsavoyen im Osten Frankreichs. Zu dieser Zeit war er verheiratet und hatte eine dreijährige Tochter. In Annemasse arbeitete er als technischer Zeichner.
1953 wurde er wegen Betrugs und Unterschlagung zu sechs Monaten Haft verurteilt.
Zusammen mit André Bonhomme gründete er am 7. Mai 1956 den Verein der Prieuré de Sion, benannt nach einem kleinen Hügel „Mont Sion“ außerhalb von Annemasse. Die von beiden unterzeichneten Statuten und Registrierungsdokumente hinterlegten sie bei der Unterpräfektur von Saint-Julien-en-Genevois, entsprechend dem französischen Gesetz für Organisationen von 1901, das allen Gesellschaften behördlich vorschrieb, sich registrieren zu lassen. Der Verein der Prieuré de Sion war der „Verteidigung und Freiheit von Billigunterkünften“ gewidmet und unterstützte den Oppositionskandidaten bei den lokalen Wahlen, veröffentlichte eine Zeitschrift Circuit und hatte seinen Hauptsitz bei Plantard zu Hause in der Straße Sous-Cassan. In dieser Zeitschrift wurden die lokalen Bauunternehmer kritisiert und angegriffen. Irgendwann nach Oktober 1956 wurde der Verein wieder aufgelöst, nachdem Plantard zu einer 12-monatigen Haft wegen der Entführung von Minderjährigen verurteilt wurde.

## Reaktivierung und folgenträchtige Aktivitäten der Prieuré de Sion
In den späten 1950er oder frühen 1960er Jahren reiste Plantard nach Rennes-le-Château, wo der Gastwirt Noel Corbu mit erfundenen Geschichten über einen Schatz und eine hohle Säule aus der Zeit der Westgoten versuchte, Publicity für sein Hotel zu machen. Daraus fabrizierte Plantard ein Buch über den angeblich fabelhaften Reichtum des Pfarrers Bérenger Saunière, des Vorbesitzers des Hotels. Darin behauptete Plantard, dass der von Saunière angeblich gefundene Schatz Pergamente enthielt, die beweisen würden, dass Plantard vom Merowingerkönig Dagobert II. abstammte. Dieser war 679 ermordet worden und hinterließ keine bekannten Nachkommen. Plantard schrieb Manuskripte und ließ von seinem Freund Philippe de Cherisey Pergamente fälschen, die Saunière angeblich während der Renovierungsarbeiten seiner Kirche gefunden hätte. Diese Urkunden ließ er in die Nationalbibliothek in Paris schmuggeln. Auf die Idee, das Erbe der Dynastie der Merowinger zu beanspruchen war Plantard durch einen Artikel von Louis Saurel in der Zeitschrift Les Cahiers de l'Histoire (1960/Nr. 1) gekommen. Dort argumentierte Saurel, dass Dagobert II. der letzte effektive König der Merowinger gewesen sei, bevor dessen Hausmeier die Macht an sich rissen. Das Muster dieses Artikels wurde 1964 in ein Dokument der Prieuré mit dem Titel „Könige und Regierungen von Frankreich“ übernommen, das Plantards Ex-Frau Anne Lea Hisler zugeschrieben wurde.
Weil kein Verlag Plantards Buch drucken wollte, tat er sich mit dem französischen Autor Gérard de Sède zusammen, der 1962 zusammen mit Plantard das Buch Les Templiers sont parmi nous (Die Templer sind unter uns) veröffentlichte. Es bezog sich dabei auf die von Roger Lhomoy begonnene Erzählung von Gisors (wo angeblich ein Templerschatz versteckt sein soll). Lhomoy arbeitete zu dieser Zeit auf einer Schweinefarm von de Sède. 1967 erschien dann Plantards Buch in de Sèdes Überarbeitung unter dem Titel L'Or de Rennes.
Das Buch scheint der Anfang der später populären Version der Prieuré de Sion mit den bekannten Bestandteilen, so wird beispielsweise Gottfried von Bouillon als Gründer der Prieuré de Sion erwähnt. Die verschiedenen Behauptungen in den Dokumenten der Prieuré finden vor den frühen 1960er Jahren in keinen historischen Aufzeichnungen in irgendeiner Form Erwähnung. Ferner beweisen wechselseitige Briefe von Pierre Plantard, Philippe de Cherisey und Gerard de Sède aus den 1960er Jahren, dass sie in einen geheimen Schwindel involviert waren, der Pläne beschreibt, wie Kritik gegenüber ihren verschiedenen Behauptungen begegnet werden sollte und wie sie neue Behauptungen erfinden würden, um die Sache am Laufen zu halten. Diese Briefe (über 100) befinden sich in Besitz des französischen Forschers Jean-Luc Chaumeil, welcher ebenfalls die originalen Briefumschläge aufbewahrt. Chaumeil war in den 1970er Jahren Teil der Intrige um die Prieuré de Sion und schrieb vor seinem Austritt Bücher und Artikel über Plantard und die Prieuré de Sion. In den späten 1970er Jahren enthüllte er in seinen Büchern Pierre Plantards Vergangenheit.
Ab Mitte der 1960er Jahre behauptete Plantard, die Prieuré de Sion sei ein geheimer innerer Zirkel der Templer, die die Vernichtung des ursprünglichen Ordens überlebt hätten und über Jahrhunderte hinweg in Europa Ereignisse manipuliert hätten, um die rechtmäßige merowingische Königsherrschaft am Leben zu halten.

## Späteres Leben
In den späten 1980er Jahren veränderte Plantard seine Behauptungen, als er die mythologische Abstammung der Prieuré de Sion revidierte und nun behauptete, diese hätte nichts mit den Tempelrittern zu tun, die Dossiers secrets wären unter Einfluss von LSD geschrieben worden und die Prieuré de Sion wäre tatsächlich 1681 in Rennes-le-Château durch den Großvater von Marie de Negri d'Ables gegründet worden. Diese revidierte Version der Prieuré de Sion wurde durch die Eröffnung des Saunière-Museums in Rennes-le-Château im Mai 1989 beeinflusst. Der Grund dieser Revision war nicht zuletzt die Popularisierung, die seine Geheimgesellschaft durch das Buch Der Heilige Gral und seine Erben erfuhr. Von den viel weiter gehenden Thesen der drei Autoren Lincoln, Baigent und Leigh, die Dan Brown im Roman Sakrileg verarbeitete, versuchte er sich zu distanzieren.
Im September 1993 behauptete Plantard, dass Roger-Patrice Pelat einst Großmeister der Prieuré de Sion gewesen sei. Pelat war ein Freund von François Mitterrand (der zu dieser Zeit französischer Präsident war) und Mittelpunkt eines Skandals, in den der französische Premierminister Pierre Bérégovoy verwickelt war. In diesem Verhör sagte Plantard unter Eid aus, dass es die Prieuré de Sion nicht gebe, und erklärte, alles erfunden zu haben, inklusive Pelats Beteiligung mit der Prieuré de Sion. Ein französisches Gericht ordnete die Durchsuchung von Plantards Haus an, in dem die Behörden zahlreiche Schriftstücke der Prieuré de Sion fanden, unter anderem solche, die aussagten, Plantard sei der „wahre König von Frankreich“.
Bis zu seinem Tod am 3. Februar 2000 lebte Plantard zurückgezogen in Paris.